# Municipio de Smallwood
El municipio de Smallwood (en inglés: Smallwood Township) es un municipio ubicado en el condado de Jasper en el estado estadounidense de Illinois. En el año 2010 tenía una población de 411 habitantes y una densidad poblacional de 3,8 personas por km².

## Geografía
El municipio de Smallwood se encuentra ubicado en las coordenadas 38°53′59″N 88°12′24″O / 38.89972, -88.20667. Según la Oficina del Censo de los Estados Unidos, el municipio tiene una superficie total de 108.12 km², de la cual 107,92 km² corresponden a tierra firme y (0,18 %) 0,19 km² es agua.

## Demografía
Según el censo de 2010, había 411 personas residiendo en el municipio de Smallwood. La densidad de población era de 3,8 hab./km². De los 411 habitantes, el municipio de Smallwood estaba compuesto por el 99,76 % blancos y el 0,24 % eran de una mezcla de razas. Del total de la población el 0,24 % eran hispanos o latinos de cualquier raza.